# Emeka Ezeugo
Emeka Ezeugo (Aba, 1965. december 16. –) egykori nigériai válogatott labdarúgó.

## Sikerei, díjai
Lyngby BK:
- Dán labdarúgó-bajnokság bajnok: 1991-92

Budapest Honvéd FC:
- Magyar labdarúgó-bajnokság ezüstérmes: 1993-94
- Magyar labdarúgókupa döntős: 1994

Nigéria:
- Afrikai nemzetek kupája bronzérmes: 1992
- Labdarúgó-világbajnokság nyolcaddöntős: 1994
- Olimpia résztvevő: 1988